# Dzień tryfidów (film)
Dzień tryfidów (org. The Day of the Triffids) – brytyjsko-amerykański horror SF z 1962 roku, w reż. Steva Sekely'ego. Adaptacja powieści Johna Wyndhama z 1951 roku pod tym samym tytułem. 

## Opis fabuły
Planetę Ziemia nawiedza deszcz meteorytów. Jego efektem jest natychmiastowa utrata wzorku dla większości populacji, która doprowadza do paraliżu życia na Ziemi. Tylko nieliczni ludzie, którzy nie mogli widzieć feralnego zjawiska, zachowują wzrok. Należy do nich Bill Masen, który podczas niesamowitego opadu leżał w klinice okulistycznej i miał zabandażowane oczy. Dzień po katastrofie opuszcza on szpital i wędrując po postapokaliptycznym Londynie, wszędzie napotyka na chaos i panikę. Na dworcu kolejowym natrafia na nastoletnią dziewczynkę imieniem Susan, uciekinierkę z internatu, która widzi, ponieważ podróżowała „na gapę” w wagonie towarowym. Z racji sytuacji w jakiej się znaleźli kontynuują dalszą wędrówkę we dwoje. 
Kompletny paraliż życia na Ziemi na skutek nagłej ślepoty jej mieszkańców, nie jest jednak jedynym zagrożeniem dla jej populacji. Meteoryty przenoszą na planetę zarodniki mięsożernych roślin – tryfidów – szybko rozprzestrzeniających się po Ziemi i wyniszczających ludzkość pożerając ją. Uciekając przed roślinami, Bill i Susan docierają na kontynent, do Francji, gdzie przyłącza się do nich panna Christine Durant (właścicielka pałacu we Francji, która udzieliła im schronienia), a następnie do Hiszpanii. Jednak i tu wkrótce zostają zagrożeni przez szybko postępującą inwazję tryfidów. Po ewakuacji Susan i panny Durant, Bill, uciekając przed drapieżnymi roślinami dociera w końcu do latarni morskiej u wybrzeży Kornwalii, gdzie mieszka niespełniony naukowiec Tom wraz z żoną Karen. Gdy atakujące rośliny przybywają i tam, w ostatecznej próbie obrony przed nimi, Bill zaczyna polewać je wodą z węża przeciwpożarowego, zasilanego słoną wodą morską. Niespodziewanie, okazuje się, że doskonale rozpuszcza ona atakujące rośliny. Dzięki jej nieprzebranym zasobom, ludzkość wkrótce odpiera inwazję mięsożernych roślin. 

## Obsada aktorska
- Howard Keel – Bill
- Nicole Maurey – Christine Durant
- Janina Faye – Susan
- Janette Scott – Karen Goodwin
- Kieron Moore – Tom Goodwin
- Mervyn Johns – Mr Coker
- Ewan Roberts – dr Soames
- Alison Leggatt – panna Coker
- Geoffrey Matthews – Luis de la Vega
- Gilgi Hauser – Teresa de la Vega
- John Tate – kapitan S.S. "Midland"
- Carole Ann Ford – Bettina
- Arthur Gross – radiooperator lotu 356
- Colette Wilde – pielęgniarka Jamieson
- Ian Wilson – stróż w oranżerii
- Victor Brooks – Poiret
- Peter Dyneley – narrator

i inni. 

## O filmie
Film jest adaptacją głośnego bestsellera klasyka brytyjskiej powieści science fiction (Johna Wyndhama). Obraz ten jest jednak dość luźno związany z literackim pierwowzorem. Zachowuje wprawdzie podstawowe elementy powieści, jednak wielokrotnie przeinacza i uproszcza jej fabułę. Wprowadza nowe miejsca akcji, brak w nim niektórych postaci. 
Pomimo słabych stron, obecnie film cieszy się sporym uznaniem krytyków i uważany jest za klasyka kina s-f. Simon Clark – brytyjski pisarz s-f, twórca książkowego sequela Dnia tryfidów, pod tytułem Noc tryfidów – dostrzegając słabe strony filmu, umieszcza go jednak pośród stu najlepszych filmów wszech czasów. W rankingu popularnego, filmowego serwisu internetowego Rotten Tomatoes, obraz posiada obecnie (2020) wysoką, 76-procentową, pozytywną ocenę „czerwonych pomidorów”.